# Лучнево
Лучнево — деревня в Великоустюгском районе Вологодской области.
Входит в состав Шемогодского сельского поселения, с точки зрения административно-территориального деления — в Шемогодский сельсовет.
Расстояние по автодороге до районного центра Великого Устюга — 31 км, до центра муниципального образования Аристово — 15 км. Ближайшие населённые пункты — Сондас, Угол, Козлово, Вепрево, Климлево, Павшино.
По данным переписи в 2002 году постоянного населения не было.